# Castle Kennedy
Castle Kennedy est un village situé dans le Dumfries and Galloway, en Écosse.